# دیگو سیناگرا
دیگو سیناگرا (انگلیسی: Diego Sinagra؛ زادهٔ ۲۰ سپتامبر ۱۹۸۶) بازیکن فوتبال و فوتبال ساحلی اهل ایتالیا است. وی فرزند کریستیانا سیناگرا و دیگو مارادونا می‌باشد.
از باشگاه‌هایی که در آن بازی کرده‌است می‌توان به باشگاه فوتبال ال پور-ونیر، باشگاه فوتبال جنوآ، و باشگاه فوتبال ناپولی اشاره کرد.
وی همچنین در تیم‌های ملی فوتبال زیر ۱۷ سال ایتالیا و ساحلی ایتالیا بازی کرده‌است. او پسر مارادونا است.